# Îles Kolossovykh
Les îles Kolossovykh (en russe : остров Колосовых) sont un groupe d'îles de la mer de Kara, au large des côtes de la Sibérie. La plupart des îles de ce groupe ne se trouvent qu'à quelques kilomètres des côtes de la péninsule de Taïmyr, qui est profondément indentée. La plus grande des îles de l'archipel est l'île Kolossovykh.

## Géographie
Cet archipel côtier est situé au nord de la petite péninsule Kolossovykh, qui est elle-même une presqu'île. Ce groupe d'îles est situé entre 74° 45' et 75° N et entre 85° et 87° 30' E. Géologiquement les îles Kolossovykh font partie du groupe des îles côtières Minina (en), une structure complexe qui comprend les îles Plavnikovye (en) plus au sud.
La mer qui entoure les îles Kolossovykh est recouverte de banquise côtière en hiver et le climat est rude, avec des hivers longs et rigoureux. La mer environnante est obstruée par la banquise même en été.
Ce groupe d'îles appartient administrativement au kraï de Krasnoïarsk, une division administrative de la Russie, et fait partie de la réserve naturelle du Grand Arctique, la plus grande réserve naturelle de la fédération de Russie.

## Histoire
En 1937, l'Institut arctique de l'URSS organisa une expédition d'études de la route maritime du Nord dans la mer de Kara. Les reliques de la malheureuse expédition de 1912-1913 de Vladimir Roussanov sur le Guerkoules furent trouvés sur l'île Popova-Tchouktchina, située à l'ouest de l'île Kolossovykh (74° 56' N et 86° 18' E).

## Source
- (en) Cet article est partiellement ou en totalité issu de l’article de Wikipédia en anglais intitulé « Kolosovykh Island » (voir la liste des auteurs).